# Liste der Biografien/Ena
Liste der Biografien |
Portal Biografien |
Personensuche
# |
A |
B |
C |
D |
E |
F |
G |
H |
I |
J |
K |
L |
M |
N |
O |
P |
Q |
R |
S |
T |
U |
V |
W |
X |
Y |
Z |
?
 
Ea |
Eb |
Ec |
Ed |
Ee |
Ef |
Eg |
Eh |
Ei |
Ej |
Ek |
El |
Em |
En |
Eo |
Ep |
Eq |
Er |
Es |
Et |
Eu |
Ev |
Ew |
Ex |
Ey |
Ez
 
Ena |
Enb |
Enc |
End |
Ene |
Enf |
Eng |
Enh |
Eni |
Enj |
Enk |
Enl |
Enm |
Enn |
Eno |
Enq |
Enr |
Ens |
Ent |
Enu |
Env |
Enw |
Enx |
Eny |
Enz
Die Liste der Biografien führt alle Personen auf, die in der deutschsprachigen Wikipedia einen Artikel haben. Dieses ist eine Teilliste mit 26 Einträgen von Personen, deren Namen mit den Buchstaben „Ena“ beginnt.

## Ena

### Enac
- Enache, Constantin (1928–2017), rumänischer Skilangläufer
- Enache, Diana (* 1987), rumänische Tennisspielerin
- Enache, Florin (* 1971), rumänischer Bobsportler
- Enache, Gabriel (* 1990), rumänischer Fußballspieler
- Enache, Gabriela (* 1974), rumänische Fußballspielerin
- Enache, Marian (* 1995), rumänischer Ruderer
- Enache, Marin (* 1934), rumänischer Politiker (PCR)
- Enache, Petru (1934–1987), rumänischer Politiker (PCR)
- Enache, Teodora (* 1967), rumänische Jazz-Sängerin
- Enăchescu, Dan (1930–2008), rumänischer Mediziner, Diplomat und Politiker
- Enachescu, Sorin (* 1948), rumänisch-deutscher Pianist
- Enachi, Valentina (* 1966), moldauische Langstreckenläuferin
- Enacovici, George (1891–1965), rumänischer Komponist

### Enag
- Enage, Francisco (* 1878), philippinischer Politiker

### Enai
- Enait, Mohammed, surinamisch-niederländischer Jurist

### Enak
- Enakarhire, Joseph (* 1982), nigerianischer Fußballspieler

### Enan
- Enan, Sami Hafez (* 1948), ägyptischer Militär, Generalleutnant
- Enanatum I., frühdynastischer König von Lagaš und Bruder von Eanatum
- Enanatum II., König von Lagaš
- Enang Mesode, Ruth (* 1958), kamerunische Sprinterin

### Enar
- Énard, Cédric (* 1976), französischer Volleyballtrainer
- Énard, Mathias (* 1972), französischer Schriftsteller und ÜbersetzerMathias Énard (* 1972)

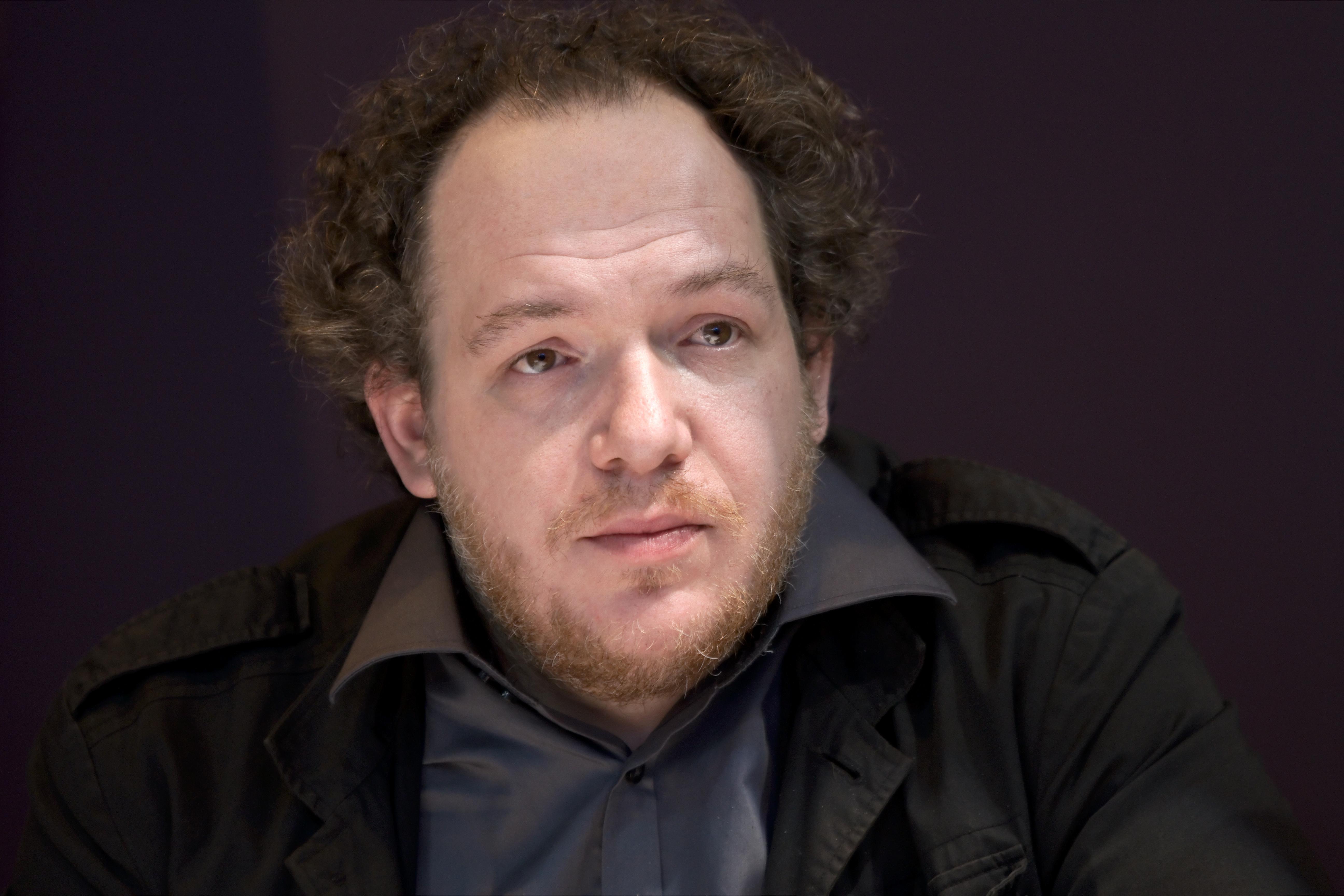
Mathias Énard (* 1972)

- Enard, Wolfgang (* 1970), deutscher Anthropologe

### Enau
- Enaudeau, Corinne, französische Philosophin
- Énault, Louis (1824–1900), französischer Schriftsteller und Journalist

### Enay
- Enayati, Reza (* 1976), iranischer Fußballspieler